# أوغنين كراوس
أوغنين كراوس (بالكرواتية: Ognjen Kraus)‏ هو طبيب كرواتي، ولد في 4 نوفمبر 1945 في زغرب في كرواتيا.